# Incapacitantia
Incapacitantia zijn stoffen die tijdelijk de tegenstander uitschakelen zonder blijvend letsel te veroorzaken.
Deze stoffen hebben militair de bijzondere aandacht. Men kan incapacitantia indelen in stoffen met fysieke en met psychische uitwerking. De eerste kunnen door inwerking op het centraal zenuwstelsel bijvoorbeeld tijdelijk verminderd bewustzijn, desoriëntatie, blindheid of verlammingen veroorzaken. Voorbeelden hiervan zijn curare (veroorzaakt tijdelijke verlammingen) en gefluorideerde ethers (veroorzaken stuiptrekkingen). Psychische incapacitantia zijn bijvoorbeeld mescaline, bufotenine en LSD. Trichotheceen mycotoxines (Yellow Rain) zouden zijn toegepast tegen de Amerikanen in Laos en Cambodja in 1976, maar hiervoor is nooit hard bewijs geleverd.
In de jaren 2000 zijn fentanyl en derivaten in het nieuws gekomen nadat een stof uit deze familie zou zijn gebruikt bij de ontzetting van het door Tsjetsjenen bezette theater in Moskou. Rusland verklaarde kort na de bevrijdingsactie dat een niet-dodelijk anestheticum gebruikt was, maar speculaties en beschouwingen nadien leken te wijzen op het middel fentanyl. Volledige zekerheid is nooit (publiekelijk) verkregen over het middel of de middelen die destijds bij de bevrijdingsactie gebruikt zijn.
Verschillende incapacitantia zijn uitvoerig bestudeerd voor militaire toepassing, maar ook weer verworpen omdat ze niet voldoen aan criteria met betrekking tot stabiliteit, verspreidingsvermogen, mogelijkheid voor productie op grote schaal, betrouwbaarheid in de relatie tussen dosis en effecten, en dergelijke.
Een voorbeeld hiervan is BZ (3-quinuclidinyl benzilaat), een hallucinogeen middel dat de Amerikanen enige tijd in hun arsenaal hebben gehad. In april 2018 kwam dit middel in het nieuws doordat minister Lavrov van Rusland erop zinspeelde dat "het westers zenuwgas BZ" gebruikt zou zijn in de zaak van de vergiftiging van Sergej en Joelia Skripal.
Minister Blok noemde de berichten die Rusland onder andere over het OPCW-onderzoek in de zaak-Skripal verspreidt, een nieuwe vorm van desinformatie. Onder de gegevens die door het OPCW uit het onderzoeksrapport werden vrijgegeven, bevonden zich over het gebruikte middel geen details die de beweringen ondersteunden.

Enkele dagen nadat Lavrov de beweringen over BZ had geuit, werd dit ook al weersproken in een officiële  verklaring van OPCW. Het Zwitserse Spiez laboratium dat het onderzoek in opdracht van de OPCW uitvoerde, had zelf al eerder aangegeven dat er geen enkele twijfel zou zijn rondom het rapport dat zij 10 dagen eerder hadden uitgebracht, dat uitwees dat het door Rusland ontwikkelde zenuwgas "Novitsjok" was gebruikt bij de vergiftiging.